# Christopher Smith (regista)
Christopher Smith (Bristol, 16 agosto 1970) è un regista e sceneggiatore britannico.
Il suo debutto alla regia avvienne nel 1997 con il cortometraggio The 10000th Day a cui segue l'anno successivo il cortometraggio The Day Grandad Went Blind. 
Nel 2004 gira l'horror Creep - Il chirurgo e nel 2006 è la volta di Severance - Tagli al personale. Quest'ultimo film, oltre ad un discreto incasso commerciale, si segnala per aver ottenuto vari riconoscimenti, tra i quali una candidatura al British Independent Film Awards.

## Filmografia

### Regista
- The 10000th Day (1997) - cortometraggio
- The Day Grandad Went Blind (1998) - cortometraggio
- Creep - Il chirurgo (Creep, 2004)
- Severance - Tagli al personale (Severance, 2006)
- Triangle (2009)
- Black Death - ...un viaggio all'inferno (Black Death, 2010)
- S.O.S. Natale (Get Santa, 2014)
- Detour - Fuori controllo (Detour, 2016)
- La dimora del male (The Banishing, 2020)

### Sceneggiatore
- The 10000th Day (1997) - cortometraggio
- The Day Grandad Went Blind (1998) - cortometraggio
- Creep - Il chirurgo (Creep, 2004)
- Severance - Tagli al personale (Severance, 2006)
- Triangle (2009)
- Ultime ore della Terra (Earth's Final Hour), regia di W.D. Hogan – film TV (2012)
- S.O.S. Natale (Get Santa, 2014)
- Detour - Fuori controllo (Detour, 2016)